# Xã Broadwell, Quận Logan, Illinois
Xã Broadwell (tiếng Anh: Broadwell Township) là một xã thuộc quận Logan, tiểu bang Illinois, Hoa Kỳ. Năm 2010, dân số của xã này là 3.549 người.